# Усть-Канський район
Усть-Ка́нський райо́н (рос. Усть-Ка́нский райо́н; алт. Кан-Оозы аймак) — район Республіки Алтай. Район розташовано в західній частині Республіки Алтай і входить у гірсько-степову зону.
Територія — 6 244 км². У районі проживають 15,4 тис. осіб в 24 населених пунктах, що входять до 11 сільських адміністрацій.
Районний центр — село Усть-Кан — засновано в 1876 році і знаходиться за 280 км від міста Горно-Алтайськ.
Основні види виробництва в районі: м'ясомолочне скотарство, пантове маралівництво, козівництво, вівчарство, конярство, бджільництво, збір лікарсько-технічної сировини.
У 80-і роки район за кількістю великої рогатої худоби і овець займав перше місце в республіці, а виробництво вовни в районі перевищувало 550 тонн. В наш час[коли?] за виробництвом пантів (понад 3,5 т в консервованому вигляді) район знаходиться на другому місці в республіці.
Ліси в районі займають близько 35% площі, і представлені в основному модриною, яка використовується при виготовленні шпального бруса. Район також відомий своїми мисливськими угіддями. Йде розробка окремих розсипів золота.